# HMS Emerald (1795)
Pour les autres navires du même nom, voir HMS Emerald.
Le HMS Emerald est une frégate de classe Amazon de 36 canons conçue par Sir William Rule en 1794 pour la Royal Navy. L'Amirauté ordonne sa construction vers la fin du mois de mai 1794 et les travaux commencent le mois suivant au chantier naval de Northfleet. Le navire est achevé le 12 octobre 1795 et rejoint la flotte de l'amiral John Jervis en mer Méditerranée.
En 1797 l'Emerald est l'un des nombreux navires envoyés pour traquer et capturer la Santísima Trinidad estropiée, qui s'est échappée des Britanniques lors de la bataille du cap Saint-Vincent. L'Emerald devait être présente à la bataille d'Aboukir, mais en mai 1798 une tempête la sépare de l'escadron d'Horatio Nelson et elle arrive dans la baie d'Aboukir neuf jours trop tard. Elle fait partie de l'escadron du contre-amiral John Thomas Duckworth lors du combat du 7 avril 1800 (en) au large de Cadix.
L'Emerald sert dans les Caraïbes pendant toute l'année 1803 dans la flotte de Samuel Hood, puis participe à l'invasion de Sainte-Lucie en juillet et du Suriname au printemps suivant. De retour dans au pays pour des réparations en 1806, il sert dans les atterrages occidentaux avant de rejoindre une flotte dirigée par l'amiral James Gambier en 1809 et de prendre part à la bataille de l'île d'Aix. En novembre 1811 il met le cap pour Portsmouth où il est mis en réserve puis désarmé. Navire d'accueil des nouvelles troupes en 1822, il est finalement démantelé en janvier 1836.